# Whitfield Diffie
Bailey Whitfield «Whit» Diffie (Washington D. C., 5 de junio de 1944) es un criptógrafo estadounidense y un pionero en la criptografía asimétrica. En 2015 fue merecedor del Premio Turing por sus contibuciones a la criptografía moderna.
En 1965 se graduó como Bachelor of Science en matemáticas en el Instituto Tecnológico de Massachusetts. Diffie trabajo durante dos años y medio como Vicepresidente de Seguridad de la Información y Criptografía en ICANN (acrónimo de Corporación de Internet para Nombres y Números Asignados).
En 1976 publicó junto a Martin Hellman New Directions in Cryptography, que presentaba un nuevo método de distribución de claves criptográficas para solucionar uno de los problemas fundamentales de la criptografía: la distribución de la clave. Dicha publicación trataba de un nuevo protocolo criptográfico, que posteriormente se ha dado a conocer como protocolo de Diffie-Hellman, y ha estimulado el desarrollo público de un nuevo tipo de algoritmos de criptografía asimétrica.
Diffie fue gerente de investigación en sistemas de seguridad para la Northern Telecom, donde diseñó la arquitectura de gestión de claves para el sistema de seguridad PDSO para redes X.25.

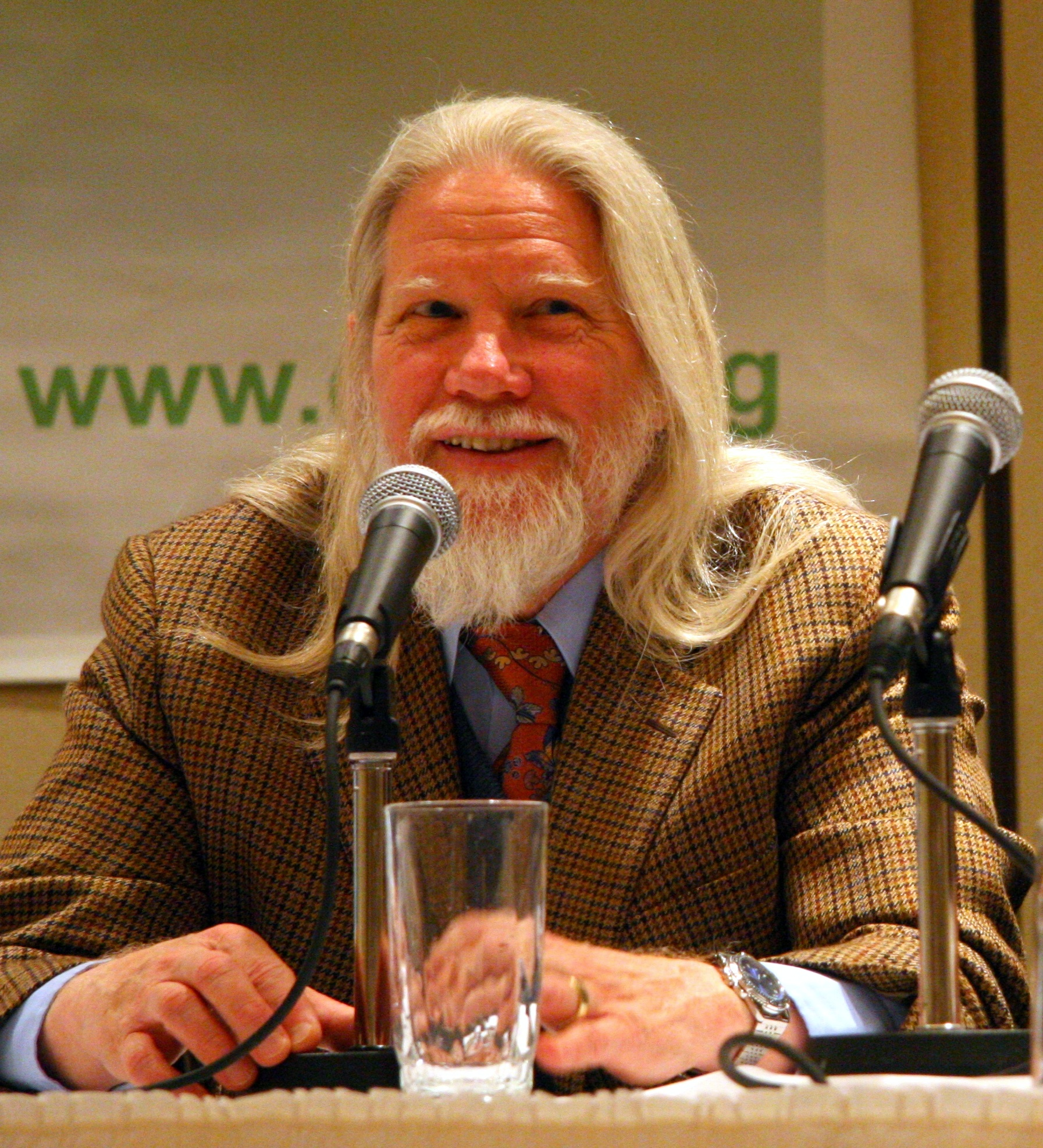
Whit Diffie at CFP 2007

En 1991 se incorporó a Sun Microsystems Laboratories (en Menlo Park, California) como ingeniero distinguido y trabajó principalmente en los aspectos de política pública de la criptografía. En mayo de 2007 Diffie ascendió a jefe oficial de seguridad y vicepresidente de Sun Microsystems.
En 1998 se publicó el libro de Diffie y Susan Landau Privacy on the Line (Privacidad en Línea) que trata sobre la política de las escuchas telefónicas y la criptografía. En 2007 se publicó una versión actualizada y ampliada.

## Premios y reconocimientos
En 1992 le fue otorgado el doctorado honoris causa en Technical Sciences por la Escuela Politécnica Federal de Zúrich (Eidgenössische Technische Hochschule Zürich).[cita requerida]
En 2016 recibió junto con Martin Hellman el prestigioso premio A.M. Turing de 2015 de la Association for Computer Machinery por su trabajo «que revolucionó la seguridad informática».